# 83 (فلم)
83 هو فيلم دراما رياضي هندي باللغة الهندية من إخراج كبير خان وبطولة بانكاج تريباثي، ثاقب سليم، نينا جوبتا، واميكا غابي وديبيكا بادوكون.عرض الفيلم في الهند في 24 ديسمبر 2021.

## الحبكة
يبدأ الفيلم بمشهد افتتاحي بالأبيض والأسود لنهائي كأس العالم للكريكيت لعام 1983 بين الهند وجزر الهند الغربية في 25 يونيو 1983. أثناء الجولة الثانية عندما كانت الهند في وضع دفاعي، قام مادان لال برمي الكرة نحو فيف ريتشاردز الذي كان في وضع هجومي. قام ريتشاردز برفع الكرة في الهواء ليحرز نقطة سداسية لكن كابيل ديف تمكن من الإمساك به.
ثم ينتقل الفيلم إلى 30 مايو 1983 في مكتب مجلس الكريكيت الهندي في مومباي حيث تلقى مسؤولو مجلس الكريكيت الهندي دعوة لحضور كأس العالم للكريكيت. تم إسقاط سونيل جافاسكار من القيادة وتم تعيين كابيل ديف قائدًا للفريق.  لاعبو الكريكيت الذين في الفريق وهم ديف، موهيندر أمارناث، كيرتي آزاد، مادان لال، وسونيل فالسون موجودون بالفعل في إنجلترا للعب كريكيت المقاطعة.
إلى جانب مدير الفريق بي آر مان سينغ، وبقية الفريق الذي يضم جافاسكار، كريشناماتشاري سريكانث، سيد كيرماني، سانديب باتيل، ديليب فينجساركار، ياشبال شارما، روجر بيني، رافي شاستري وبالويندر سينغ ساندو يصلون إلى لندن حيث يشهدون فريق الكريكيت في جزر الهند الغربية، الفائز بكأس العالم مرتين، يتعرض للملاحقة من قبل المصورين في المطار.  بعد وصولهم إلى الفندق، انضموا إلى بقية زملائهم في الفريق.
فشل الفريق بشكل فظيع خلال مباريات الإحماء الأربع مما أدى إلى إثارة الشكوك حول أداء الفريق الهندي في مرحلة المجموعات من كأس العالم نفسها. أثناء المؤتمر الصحفي، أخبر ديف المراسلين بثقة أن فريقه هنا للفوز. أثناء جلسة تدريب لفريق جزر الهند الغربية، شهد الفريق الهندي أربعة من لاعبي البولينج السريعين القاتلين وهم مايكل هولدينج وآندي روبرتس ومالكولم مارشال وجويل جارنر الذين اشتهروا بتوجيه الكرات المرتدة القاتلة إلى لاعبي المضرب. في الحفل الذي أقيم في قصر باكنغهام، تتمنى الملكة حظًا سعيدًا للفريقين ويتجه الفريقان لالتقاط صورة جماعية. في طريق العودة إلى الفندق على متن الحافلة، يلقي ديف خطابًا ملهمًا أثناء اجتماع الفريق باللغة الإنجليزية المميزة.

## روابط خارجية
- مقالات تستعمل روابط فنية بلا صلة مع ويكي بيانات